# ヒットの秘密
『ヒットの秘密』（ヒットのひみつ）は、2012年4月15日から2014年9月28日までテレビ東京で放送されていた情報バラエティ番組である。日本経済新聞社の一社提供。
正式な番組名は『広告の番組 ヒットの秘密! 世界★オモシロCMグランプリ』（こうこくのばんぐみ ヒットのひみつ せかいオモシロシーエムグランプリ）で、タイトルロゴに記載されている。なお、EPGでは『ヒットの秘密』、新聞ラテ欄では『世界おもしろCM』と表記されている。

## 概要
過去のヒット商品を人気CMと共に紹介する。紹介された現物とともに商品名の由来やヒットの要因を紹介する。中盤からは一つの企業にスポットを当てヒット商品の秘密や歴史、これからヒットを狙う会社の商品情報を紹介する。
放送開始当初は日曜18:30 - 18:55（JST）の枠で放送されていたが、2012年9月30日を以ってテレビ東京を除くTXN5局における放送は終了した。10月7日からは日曜12:25 - 12:49枠に移動すると同時に、関東ローカルのみでの放送に変更されることになった。
2014年9月28日を以って終了。

### 特別なヒットの秘密!
2012年9月9日は、本放送の数時間前に、16:44 - 17:15の放送枠で特別編『特別なヒットの秘密!』（とくべつな - ）を放送。リクルートが刊行する情報雑誌「ゼクシィ」、「SUUMO」のヒットの秘密について取り上げた。

### ヒットの復習
2012年11月4日から、本放送の約12時間後にあたる24:35 - 24:05の枠で『ヒットの復習』( - ふくしゅう)が放送されている。内容は、前半が新撮、後半が本放送中盤のダイジェストという構成になっている。タイトルロゴは「秘密!」の部分を毛筆体の「復習」に差し替えている。

### ヒットの秘密 BIZ
2013年1月6日から放送開始、「ヒットの復習」とは違い全編新撮となっている。初回分のみ「ヒットの復習」と同様に24時35分からの放送だったが、1月13日より放送時間を1時間繰り下げの25時35分から時間移動し、3月31日まで放送。

## 出演
MC
- 山里亮太（南海キャンディーズ）
- 唐橋ユミ（フリーキャスター）
  - スタジオでは、上記の2人と共にゲスト1名が出演する場合がある。ゲストには品田英雄、デーブ・スペクターなど複数回出演している者もいる。

リポーター
- 小島瑠璃子
- 足立梨花
- 清宮佑美
  - ほか

## ネット局

### 2012年9月まで
| 放送対象地域   | 放送局         | 系列           | 放送日時           | 備考       |
| -------------- | -------------- | -------------- | ------------------ | ---------- |
| 関東広域圏     | テレビ東京     | テレビ東京系列 | 日曜 18:30 - 18:55 | 制作局     |
| 北海道         | テレビ北海道   | テレビ東京系列 | 日曜 18:30 - 18:55 | 同時ネット |
| 愛知県         | テレビ愛知     | テレビ東京系列 | 日曜 18:30 - 18:55 | 同時ネット |
| 大阪府         | テレビ大阪     | テレビ東京系列 | 日曜 18:30 - 18:55 | 同時ネット |
| 岡山県・香川県 | テレビせとうち | テレビ東京系列 | 日曜 18:30 - 18:55 | 同時ネット |
| 福岡県         | TVQ九州放送    | テレビ東京系列 | 日曜 18:30 - 18:55 | 同時ネット |

### 2012年10月から
| 放送対象地域 | 放送局     | 系列           | 放送日時           | 備考   |
| ------------ | ---------- | -------------- | ------------------ | ------ |
| 関東広域圏   | テレビ東京 | テレビ東京系列 | 日曜 12:25 - 12:49 | 制作局 |

ヒットの秘密 BIZ (2013年1月6日 - 3月31日)
| 放送対象地域 | 放送局     | 系列           | 放送日時           | 備考   |
| ------------ | ---------- | -------------- | ------------------ | ------ |
| 関東広域圏   | テレビ東京 | テレビ東京系列 | 日曜 24:35 - 25:05 | 制作局 |

## スタッフ
- ナレーター：森一丁、宮川美保（ヒットの復習、ヒットの秘密 BIZ）
- 監修：小山薫堂
- 構成：内田ぼちぼち、たちばなひとなり、品田モリヤ、深田憲作
- TD：田中圭介、野瀬一成、丸山真平
- CAM：穂之上秀男、西村光平
- VE：小峰信彦、北村宏一、水野暁夫、光山由貴子、湯面由香里、長沼伸明
- AUD：小野文之、臼本泰一、星川真視、飯嶋康生、亀崎友香、永久保仁志、久保田優
- 照明：古川雅士、庄司鉄平、和氣義幸、小林瑞雪
- 美術：薬王寺哲朗
- EED：石川舞、林宏美、大門春菜、藤井竜也、植田純平、井川貴史、安部祐紀（週替わり）
- MA：山本宗太
- CG：glow
- 音効：山口晃司（ウェントゥオノ）
- 協力：社団法人 全日本シーエム放送連盟、日経広告研究所
- TK：本田悦子
- リサーチ：フォーミュレーション
- AP：柳橋弘紀、後藤朋子（途中まで）、正頭なおみ、勝田久美子、富田晶子（ヒットの秘密 BIZ）
- FD：西岡奈美、蓑茂健太郎（ヒットの秘密 BIZ、レギュラー版では共にディレクター）
- AD：才藤克之、相澤一喜、包雪莉、近藤新也、田村翔、宮本一真、源田陽介
- ディレクター：大村嘉範、山本絢也、加賀義則、石塚学、黒原竜二、神山友和、石本ちひろ、土井伊織、武井陽介、青田和大、山本泰輔
- 演出：金澤タダスケ
- プロデューサー：小高亮（テレビ東京）、石田優子、川畑雅一、宮崎達也（ヒットの秘密 BIZ）
- 制作協力：共同テレビジョン、ホールマン（ヒットの秘密 BIZ）
- 製作著作：テレビ東京